# Tracy Hickman

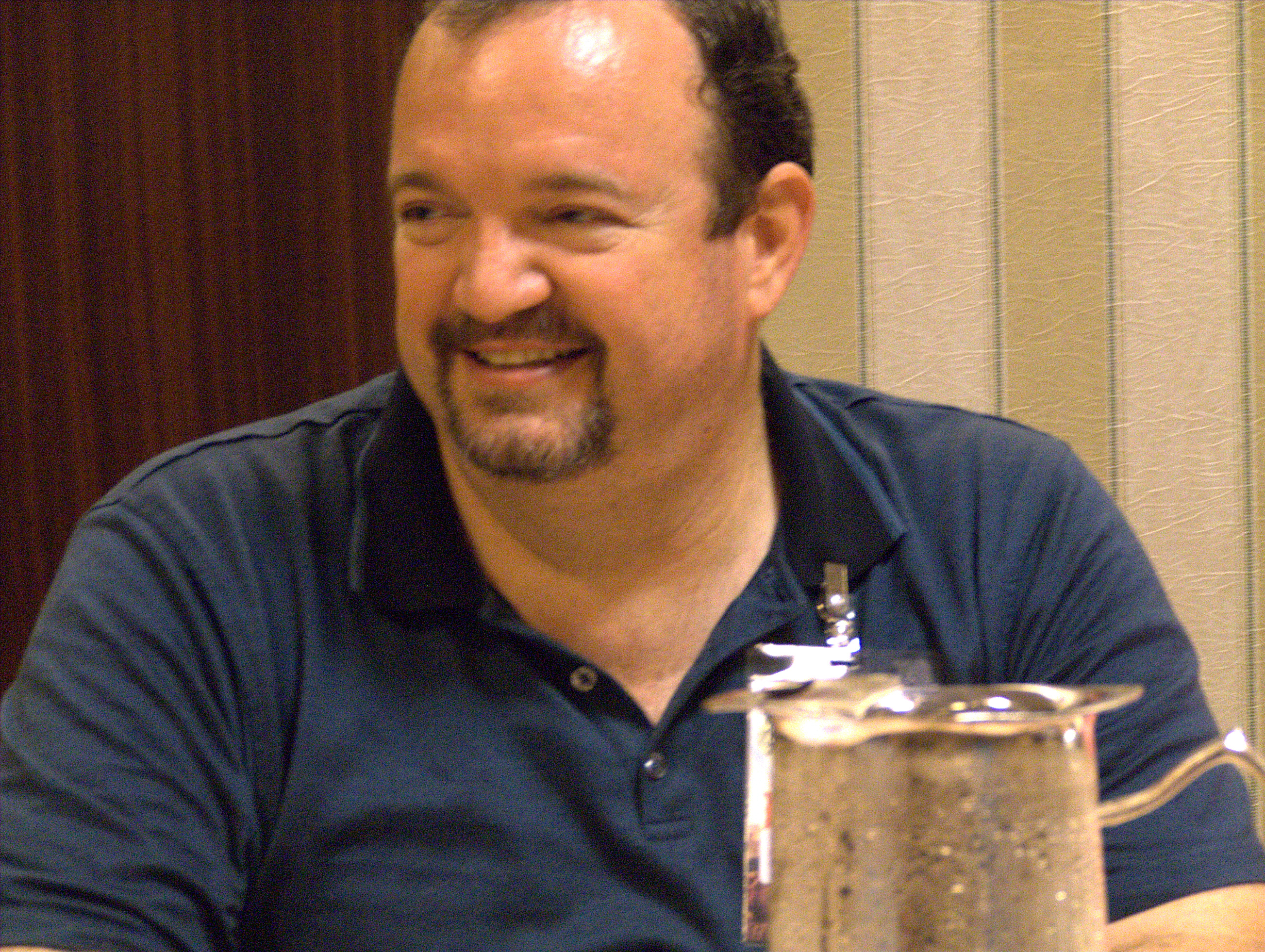
Tracy Hickman (2006)

Tracy Raye Hickman (Utah, Verenigde Staten, 26 november 1955) is een Amerikaans schrijver van epische fantasy, vooral bekend door Dragonlance en zijn samenwerking met Margaret Weis. Hickman is getrouwd en heeft vier kinderen.

## Jeugd
Hickman werd geboren in Salt Lake City, Utah in 1955. Hij studeerde af aan de Provo High School in 1974. In 1975 startte Hickman als missionaris voor de Church of Jesus Christ of Latter-day Saints, en dit voor twee jaar. Hij zat onder andere op Hawaii en Indonesië.
In 1977 trouwde Hickman met Laura Curtis, vier maanden na zijn terugkeer naar de Verenigde Staten. Ze kregen samen vier kinderen: Angel, Curtis, Tasha en Jarod. Laura Hickman was de inspiratie voor zijn personage Laurana Kanan. 

### Dragonlance
Chronicles:
- 1984 - Draken van de herfstschemer(Dragons of Autumn Twilight)
- 1985 - Draken van de winternacht(Dragons of Winter Night)
- 1985 - Draken van de lentedooi(Dragons of Spring Dawning)

Legends:
- 1986 - Het tijdperk van de tweeling(Time of the Twins)
- 1986 - De strijd van de tweeling(War of the Twins)
- 1986 - De beproeving van de tweeling(Test of the Twins)
- 1995 - The Second Generation
- 1996 - Dragons of Summer Flame

The War of Souls:
- 2000 - Draken van een gevallen zon(Dragons of a Fallen Sun)
- 2001 - Draken van een verloren ster(Dragons of a Lost Star)
- 2002 - Draken van een verdwenen maan(Dragons of a Vanished Moon)

The Last Chronicles:
- 2006 - Dragons of the Dwarven Depths
- 2007 - Dragons of the Highlord Skies
- 2009 - Dragons of the Hourglass Mage

### Doodszwaard (Darksword)
- 1987 - De schepping van het doodszwaard (Forging the Darksword)
- 1988 - De doem van het doodszwaard (Doom of the Darksword)
- 1988 - Triomf van het doodszwaard (Triumph of the Darksword)
- 1997 - Erfenis van het doodszwaard (Legacy of the Darksword)

### Rose of the Prophet
- 1988 - The Will of the Wanderer
- 1989 - Paladin of the Night
- 1989 - The Prophet of Akhran

### Death Gate Cycle
voor het artikel erover, zie De Poort des Doods
- 1990 - Dragon Wing
- 1991 - Elven Star
- 1992 - Fire Sea
- 1993 - Serpent Mage
- 1993 - The Hand of Chaos
- 1994 - Into the Labyrinth
- 1995 - The Seventh Gate

### Songs of the Stellar Wind
- 1996 - Requiem of the Stars

### Starshield
- 1996 - Starshield: Sentinels
- 1998 - Nightsword

### StarCraft
- 2002 - StarCraft: Speed of Darkness

### Sovereign Stone
- 2000 - Well of Darkness
- 2001 - Guardians of the Lost (coauteur Margaret Weis)
- 2003 - Journey into the Void

### Bronze Canticles
- 2004 - Mystic Warrior
- 2005 - Mystic Quest
- 2006 - Mystic Empire

### Dragonships of Vindras
- 2009 - Bones of the Dragon
- 2010 - Secret of the Dragon

### The Annals of Drakis
- 2010 - Song of the Dragon

### Andere romans
- 1996 - The Immortals